# 艾伦·莱特曼

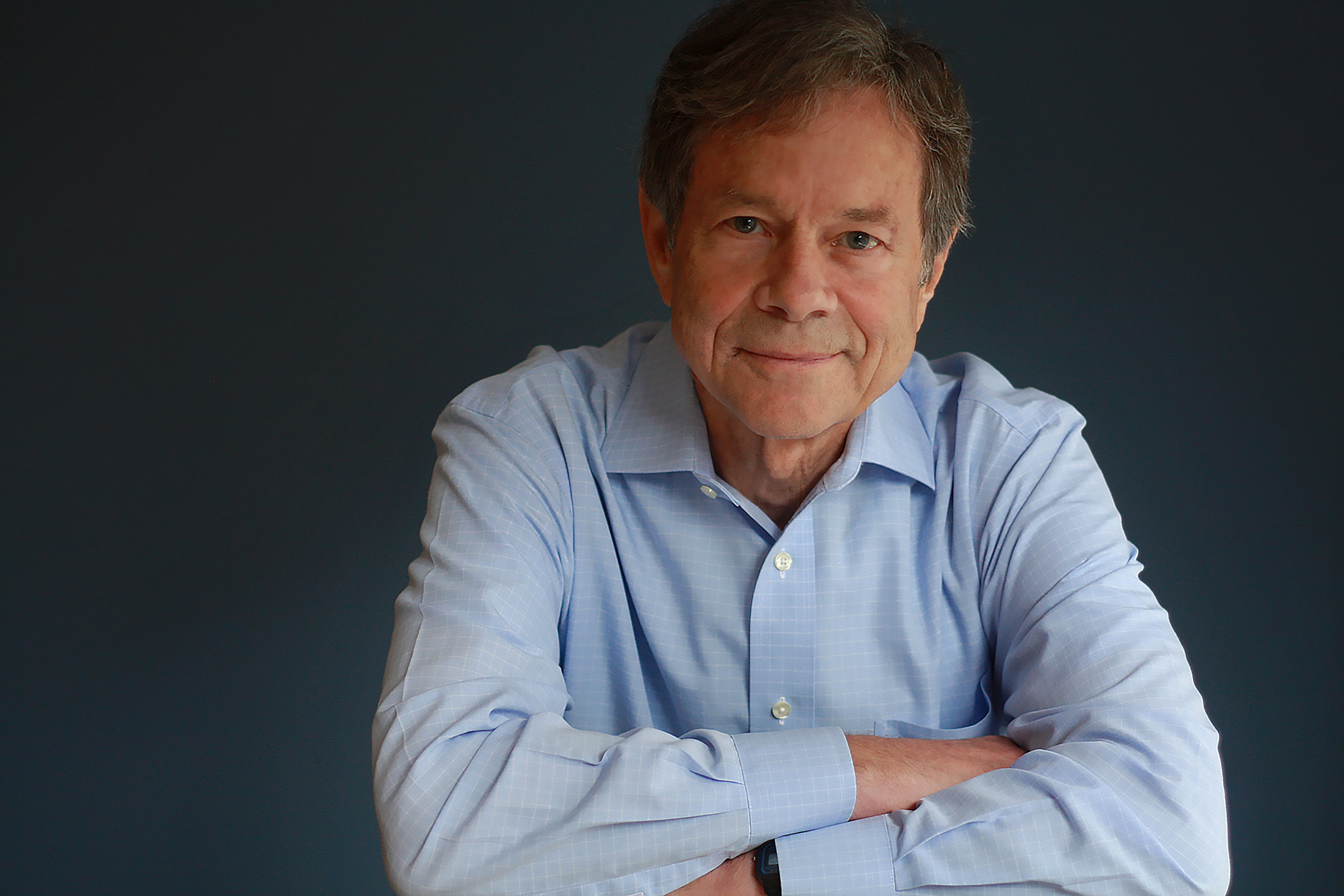
艾伦·莱特曼

艾伦·佩吉·莱特曼（Alan Paige Lightman ，1948年11月28日-）是美国物理学家、作家。 他曾在哈佛大学、麻省理工学院任教。艾伦·莱特曼也是麻省理工学院首批同时教授理科和人文学科的教师。 他主張應該將科学與哲学、宗教和靈性聯繫起來。 莱特曼也是愛因斯坦的夢一書的作者。 